# Quantitative immunoprecipitation combined with knock-down
Quantitative immunoprecipitation combined with knock-down ist eine biochemische Methode zur Bestimmung von Protein-Protein-Interaktionen. Sie ist eine Kombination aus SILAC, RNA-Interferenz (RNAi), Co-Immunpräzipitation und quantitativer Massenspektrometrie. Da diese Methode auf SILAC basiert und somit auf Auxotrophien für Arginin oder Lysin angewiesen ist, wurde eine Variante mit einer metabolischen Markierung mit 15N entwickelt.